# Valira de Cornudella
La Valira de Cornudella és un riu que neix sota el pic d'Amariedo, al vessant meridional de la serra de Sis, al nord del barranc o torrent de Tresserra i la serra de Berganui; i al sud del Talló d'Aulet (de 1.486 metres d'altitud) i el torrent d'Aulet. Està situat en el municipi d'Areny de Noguera, a la Baixa Ribagorça (Osca), a l'Aragó.
A la capçalera del riu es troben els pobles següents: Soperuny, Iscles Puimolar i El Sas. Després passa per Ribera de Vall. Tots ells són pobles de l'antic terme de Cornudella de Valira pràcticament despoblats actualment.
El Barranc d'Iscles és un petit afluent de la Valira de Cornudella.
Abans de la seua desembocadura en la Noguera Ribagorçana, drena les terres i la vila d'Areny de Noguera.